# شهرستان آوا، چیبا

شهرستان آوا (انگلیسی: Awa District, Chiba) یکی از شهرستان‌های ژاپن است که در استان چیبا در ژاپن واقع شده است.